# بحيرة بيروليس
بحيرة دي بيرول هي بحيرة تقع في كانتون فريبورغ ، سويسرا . تقع في وادي سارين بالقرب من مدينة فريبورغ . يبلغ طول البحيرة حوالي 600 متر وعرضها 200 متر ، وتبلغ مساحتها حوالي 9 هكتارات.

## أنشطة
تعد بحيرة دي بيرول وجهة شهيرة للأنشطة الخارجية مثل المشي والركض وركوب الدراجات والتنزه. هناك العديد من المسارات حول البحيرة والتي توفر إطلالات جميلة على المناطق الريفية المحيطة. خلال أشهر الصيف ، تُستخدم البحيرة أيضًا للسباحة وصيد الأسماك.
البحيرة محاطة بحديقة بها منطقة لعب للأطفال ومناطق للشواء وطاولات نزهة ومقاعد للراحة. يوجد أيضًا مطعم مع تراس يوفر إطلالة بانورامية على البحيرة والجبال المحيطة. بحيرة دي بيرول هو مكان للاسترخاء والاستجمام يقدره سكان فريبورغ والزوار العابرون.